# Bene Lario
Bene Lario är en ort och kommun i provinsen Como i regionen Lombardiet i Italien. Kommunen hade 330 invånare (2018).